# Microstylum pollex
Microstylum pollex är en tvåvingeart som beskrevs av H. Oldroyd 1970. Microstylum pollex ingår i släktet Microstylum och familjen rovflugor.
Artens utbredningsområde är Kongo. Inga underarter finns listade i Catalogue of Life.